# 김택현 (일진회)
김택현(金澤鉉, ? ~ 1920년 9월 15일)은 대한제국 말기에 일진회 부회장을 지냈다.

## 생애
1905년 전년도에 결성된 친일단체 일진회의 평의원이 되었고, 이후 일진회 총대위원, 경무국 조사위원장, 총무원, 평안북도와 평안남도 지부장 등을 거치면서 한일 병합 조약 체결을 재촉하는 합방청원운동에 참가했다. 의병운동이 일어나 일진회 회원들이 처단 대상으로 꼽히자 일진회 명의의 〈거의선언서〉가 1907년 발표되었을 때는 거의선언서 제도위원을 지냈으며, 자위단원호회 제3부 위원으로 직접 지방에 파견되어 의병 탄압에도 가담했다.
1907년부터 1909년까지 일진회 평의장을 역임했고, 이후 한일 병합 성사로 일진회가 해체될 때까지 일진회 부회장으로서 합방청원운동을 주도하여 1910년 한일 병합 후에 일진회 해산금으로 1000원을 수령했다. 1934년 흑룡회가 세운 일한합방기념탑 석실에 한일 병합에 세운 공로를 인정받아 이름이 기록되기도 했다.
1920년 사망하기 직전에는 천도교에서 분리된 친일 신흥종교로 밀정 배정자도 가담 했던 제우교의 부교령에 올랐다.

## 사후
- 2008년 발표된 민족문제연구소의 친일인명사전 수록예정자 명단 친일단체 부문과 2006년 친일반민족행위진상규명위원회가 조사 발표한 친일반민족행위 106인 명단에 포함되었다.

## 같이 보기
- 일진회
- 자위단원호회
- 제우교

## 참고자료
- 친일반민족행위진상규명위원회 (2006년 12월). 〈김택현〉 (PDF). 《2006년도 조사보고서 II - 친일반민족행위결정이유서》. 서울. 657~665쪽쪽. 발간등록번호 11-1560010-0000002-10. 2007년 9월 26일에 원본 문서 (PDF)에서 보존된 문서. 2007년 8월 16일에 확인함.